# Szczurnik afrykański
Szczurnik afrykański (Stochomys longicaudatus) – gatunek gryzoni z rodziny myszowatych (Muridae), który występuje w Afryce Środkowej i nad Zatoką Gwinejską.

## Systematyka
Gatunek został opisany naukowo w 1893 roku przez Tychona Tullberga, jako miejsce typowe wskazany został Kamerun. Gatunek był umieszczany w rodzajach mysz (Mus), szczur (Rattus, dawniej też Epimys), sawannik (Aethomys), sierściomysz (Dasymys) i wreszcie w monotypowym rodzaju szczurnik (Stochomys). Filogenetycznie jest on bliski rodzajowi długoszczurek (Dephomys). Ubarwienie sierści, cechy budowy czaszki i zębów zbliżają go do sawanników. Analizy wiązania albuminy łączą go z rodzajem górolasek (Hybomys).

## Występowanie
Zasięg tego gatunku obejmuje południową część Togo, Beninu i Nigerii, południowy Kamerun, Gwineę Równikową, północny Gabon i dużą część Kotliny Konga w Kongu i Demokratycznej Republice Konga, po Republikę Środkowoafrykańską i Ugandę. Zwierzęta te zamieszkują nizinne lasy pierwotne i wtórne, obszary gęsto porośnięte roślinnością i zabagnione. Stwierdzono ich obecność także na plantacjach olejowców gwinejskich. Gryzoń ten jest najczęściej spotykany w pobliżu strumieni w wilgotnych lasach równikowych, a także w pobliżu miejsc wycinki drzew. Jest jednym z najrzadszych gryzoni lasów deszczowych, szczurniki stanowią zaledwie 1–2% gryzoni chwytanych w Nigerii. Opisane zostały dwa podgatunki, S. l. longicaudus występujący na zachód od rzeki Kongo i S. l. ituricus żyjący na zachód od niej; podział ten jest jednak kwestionowany.

## Wygląd
Szczurnik afrykański jest średniej wielkości gryzoniem (ciało z głową mierzy 132–155 mm). Ma jednolicie ubarwiony grzbiet, rudobrązowy do czekoladowobrązowego, z białym lub białobrązowym spodem ciała. Młode są z wierzchu szarobrązowe, liniejące zwierzęta mają często łaciate ubarwienie. Ponad resztę sierści wystają lekko zagięte ku górze i tyłowi, szczeciniaste włosy, szczególnie na zadzie. Przypominają one strzały wbite w cel, co sprawiło, że zyskał on w języku angielskim nazwę zwyczajową target rat („szczur-cel”). Także łaciński epitet sebastianus w synonimicznej nazwie gatunku nawiązuje do tej cechy wyglądu, poprzez skojarzenie ze Świętym Sebastianem, męczennikiem, do którego oprawcy strzelali z łuków.
Szczurnik afrykański ma długi ogon, do 146% długości reszty ciała (191–230 mm), do czego nawiązuje łaciński epitet gatunkowy longicaudatus.

## Biologia
Zwierzę to prowadzi nocny, naziemny tryb życia, potrafi się wspinać. Może być wędrowne, zmieniając miejsce zamieszkania zależnie od warunków. Jest głównie roślinożerne, jada owoce i nasiona, choć w niewoli stwierdzono, że zjada też owady. Samice w ciąży obserwowano w marcu i czerwcu, młode w różnych miesiącach roku; może rozmnażać się przez cały rok. Miot jest nieliczny, zwykle są w nim trzy młode. W niewoli zaobserwowano, że buduje kuliste gniazda z pociętych części roślin. Do drapieżników polujących na szczurniki należy mangusta nosata (Herpestes naso), w rezerwacie Dzanga-Sangha w Republice Środkowoafrykańskiej stanowiły one 6% małych gryzoni pożartych przez te drapieżniki i 4% ofiar małych drapieżników ogółem.

## Populacja i zagrożenia
Szczurnik afrykański zamieszkuje duży obszar, nie jest objęty ochroną, ale dla gatunku jako całości nie ma zagrożeń. Międzynarodowa Unia Ochrony Przyrody zaleca dalsze badania i monitorowanie zmian populacji tego gryzonia, ale obecnie jest on uznawany za gatunek najmniejszej troski.